# Sarah Radclyffe
Sarah Radclyffe (14 novembre 1950) è una produttrice cinematografica e produttrice televisiva britannica.

## Biografia
Nel 1984 Sarah Radclyffe ha fondato la casa si produzione Working Title Films con Tim Bevan. Nel corso degli anni 80 e degli anni 90 ha prodotto film come Caravaggio, Vorrei che tu fossi qui!, Sammy e Rosie vanno a letto, Un mondo a parte, Edoardo II, I miserabili e Zona di guerra, grazie al quale è stata candidata per un European Film Award.

## Vita privata
Nel 1998 ha sposato William Penton Godfrey, dal quale ha avuto due figli, Sam e Callum.

## Filmografia

### Cinema
- My Beautiful Laundrette - Lavanderia a gettone (My Beautiful Laundrette), regia di Stephen Frears (1985)
- Caravaggio, regia di Derek Jarman (1986)
- Vorrei che tu fossi qui! (Wish You Were Here), regia di David Leland (1987)
- Sammy e Rosie vanno a letto (Sammy and Rosie Get Laid), regia di Stephen Frears (1987)
- Un mondo a parte (A World Apart), regia di Chris Menges (1988)
- La casa ai confini della realtà (Paperhouse), regia di Bernard Rose (1988)
- La casa del destino (Fools of Fortune), regia di Pat O'Connor (1990)
- Edoardo II (Edward II), regia di Derek Jarman (1991)
- Un padre in prestito (Second Best), regia di è Chris Menges (1994)
- Bent, regia di Sean Mathias (1997)
- I miserabili (Les Misérables), regia di Bille August (1998)
- La cugina Bette (Cousin Bette), regia di Des McAnuff (1998)
- Zona di guerra (The War Zone), regia di Tim Roth (1999)
- Jimmy Grimble (There's Only One Jimmy Grimble), regia di John Hay (2000)
- Corrispondenza d'amore (Love's Brother), regia di Jan Sardi (2004)
- Ritorno a Tara Road (Tara Road), regia di Gillies MacKinnon (2005)
- The Edge of Love, regia di John Maybury (2008)

### Televisione
- Lubo's World - film TV (1984)
- The Comic Strip Presents... – 7 episodi, serie TV (1983-1984)
- Tears, Laughter, Fear and Rage – 4 episodi, miniserie TV (1987)
- Robin Hood - La leggenda (Robin Hood) - film TV (1991)